# Tschechoslowakische Badmintonmeisterschaft 1975
Die Tschechoslowakische Badmintonmeisterschaft 1975 fand vom 2. bis zum 3. Mai 1975 in Břeclav statt.

## Sieger und Platzierte
| Disziplin    | Gold                               | Silber                             | Bronze                                |
| ------------ | ---------------------------------- | ---------------------------------- | ------------------------------------- |
| Herreneinzel | Miroslav Kokojan                   | Konstantin Holobradý               | Ladislav Šrámek                       |
| Herreneinzel | Miroslav Kokojan                   | Konstantin Holobradý               | Petr Lacina                           |
| Dameneinzel  | Alena Poboráková                   | Taťána Pravdová                    | Jaroslava Semecká                     |
| Dameneinzel  | Alena Poboráková                   | Taťána Pravdová                    | Irena Pátková                         |
| Herrendoppel | Jaroslav Kozák Ľubomír Tetur       | Ladislav Šrámek Petr Lacina        | Konstantin Holobradý Miroslav Kokojan |
| Herrendoppel | Jaroslav Kozák Ľubomír Tetur       | Ladislav Šrámek Petr Lacina        | Ivan Bareš Alois Patěk                |
| Damendoppel  | Alena Poboráková Jaroslava Semecká | Jiřína Hubertová Helena Turcinková | Dagmar Semotamová Irena Pátková       |
| Damendoppel  | Alena Poboráková Jaroslava Semecká | Jiřína Hubertová Helena Turcinková | Anna Konečná Dagmar Benická           |
| Mixed        | Ladislav Šrámek Jaroslava Semecká  | Petr Lacina Taťána Pravdová        | Konstantin Holobradý Alena Poboráková |
| Mixed        | Ladislav Šrámek Jaroslava Semecká  | Petr Lacina Taťána Pravdová        | Josef Kraus Jitka Krausová            |